# Meldpunt (televisieprogramma)
Meldpunt is een consumentenprogramma van Omroep MAX. Het programma wordt op NPO 2 uitgezonden sinds 2010. Vergelijkbare programma's werden vanaf 2008 door dezelfde omroep uitgezonden onder de namen In de Knip en Knelpunt. 
De presentatrice van het programma maar ook verslaggever ter plaatse is Elles de Bruin. De online rubriek met vragen van kijkers wordt verzorgd door Jantine Stoel. Rogier de Haan of Jeanine Janssen, beide jurist en werkzaam als MAX Ombudsman, of een andere deskundige geven advies en commentaar op casussen.
In het programma worden onderwerpen behandeld die door de kijkers worden gemeld bij de redactie, vandaar de naam. Er wordt aandacht besteed aan zaken waarbij overheden, bedrijven en organisaties volgens de doelgroep, de 50+ consumenten, in gebreke zijn gebleven. Voor gemelde problemen wordt gezocht naar een oplossing. Er wordt onder meer aandacht besteed aan slechte (financiële) adviezen, oplichting bij (internet) aankopen, misstanden in de zorg en tekorten bij de pensioenfondsen en de gevolgen daarvan.  
Het aantal afleveringen per seizoen varieert van 10 tot 37. In 2018 werd geen enkele aflevering uitgezonden maar sinds 2019 worden er weer afleveringen op de vrijdagavond uitgezonden. Het programma wordt op de zaterdagmiddag erna herhaald. 